# Tom Davis
Thomas James "Tom" Davis, artisticamente, Tom Davis, (Saint Paul, 13 de agosto de 1952 - Hudson, 19 de julho de 2012) foi um escritor e humorista americano.
Foi parceiro de comédia de Al Franken no programa Saturday Night Live, sendo um dos primeiros redatores do programa.